# Le Pont-de-Beauvoisin (Isère)
Le Pont-de-Beauvoisin település Franciaországban, Savoie megyében. Lakosainak száma 3582 fő (2022. január 1.). Le Pont-de-Beauvoisin Domessin, Le Pont-de-Beauvoisin, Pressins, Romagnieu és Saint-Jean-d’Avelanne községekkel határos.

## Népesség
A település népességének változása:
| Lakosok száma | 2716 | 2564 | 2504 | 3053 | 3499 | 3574 | 3630 | 3582 | 3546 | 3582 |
|               | 1968 | 1982 | 1999 | 2006 | 2012 | 2015 | 2017 | 2018 | 2020 | 2022 |